# هوبره
هوبَره‌ایان (Otididae) تیره‌ای از راستهٔ میش‌مرغ‌سانان است که پرندگانی خشکی‌زی با جثهٔ متوسط تا بسیار بزرگ‌اند و پاها و گردن بلند و منقار قوی و کوتاه دارند. حتی وقتی احساس خطر می‌کند، ترجیح می‌دهد روی زمین بدود. اگر در هنگام پرواز با خطر حملهٔ یک پرندهٔ شکاری روبه‌رو شود، مدفوع چسبناک خود را مانند بمب به سمت پرندهٔ شکاری پرتاب می‌کند. این بمب طبیعی که بسیار چسبناک است، پر و بال مهاجم را به هم می‌چسباند. از همین رو به پرندهٔ بمب‌انداز معروف است.
علاوه بر پارک توران، منطقه حفاظت شده زیستگاه هوبره در ایران شامل پناهگاه حیات وحش بوروئیه در شهرستان خاتم، واقع در جنوب استان یزد و مرکز شهر هرات است. از دهه ۸۰، مرکز تحقیقاتی قره تپه هرات به عنوان مهم‌ترین مرکز تحقیقاتی و پرورش این گونه نادر در خاورمیانه فعالیت می‌کند. هوبره نیز به عنوان نماد شهر هرات و استان یزد شناخته می‌شود.
این پرنده در پناهگاه حیات وحش هامون در استان سیستان و بلوچستان نیز یافت می شود. و در زبان محلی به آن چَرز می‌گویند.

## طبقه‌بندی
تیره: Otididae
- سرده: Otis
  - میش‌مرغ، Otis tarda, subspecies tarda و dybowskii
- سرده: هوبره‌های بیابان
  - هوبره عربی، Ardeotis arabs
  - هوبره کوری، Ardeotis kori, subspecies kori and struthinuclus
  - هوبره هندی بزرگ، Ardeotis nigriceps
  - هوبره استرالیایی، Ardeotis australis
- سرده: هوبره‌های اصلی
  - هوبره آفریقایی، Chlamydotis undulata, subspecies undulata و fuertaventurae
    - Canarian houbara, Chlamydotis undulata fuertaventurae

  - هوبره آسیایی، Chlamydotis macqueenii[۵] پرنده بومی مناطق کویری ایران
- سرده: هوبره‌های نو
  - هوبره لودویگ، Neotis ludwigii
  - هوبره دنهم، or Stanley bustard, Neotis denhami
  - هوبره هوگلین، Neotis heuglinii
  - هوبره نوبی، Neotis nuba
- سرده: هوبره‌های ساوانا
  - هوبره آبی‌رنگ، Eupodotis caerulescens
  - هوبره قهوه‌ای کوچک، Eupodotis humilis
  - هوبره روپل، Eupodotis rueppellii
  - هوبره شکم‌سفید، Eupodotis senegalensis
  - هوبره کارو، Eupodotis vigorsii
  - هوبره سیاه جنوبی، Eupodotis afra
  - هوبره سیاه شمالی، Eupodotis afraoides
- سرده: هوبره‌های کاکلی
  - هوبره ساویل، Lophotis savilei
  - هوبره کاکل‌نخودی، Lophotis gindiana
  - هوبره کاکل‌قرمز، Lophotis ruficrista
- سرده: هوبره‌های نرم
  - هوبره شکم‌سیاه، Lissotis melanogaster
  - هوبره هارتلاب، Lissotis hartlaubii
- سرده: Houbaropsis
  - هوبره بنگالی، Houbaropsis bengalensis
- سرده: Sypheotides
  - هوبره کوچک، Sypheotides indicus
- سرده: Tetrax
  - زنگوله‌بال، Tetrax tetrax

## حمایت بین‌المللی از این پرنده در حال انقراض
هوبره از پرندگان مهاجر و در حال انقراض است که مورد حمایت بین‌المللی قرار دارد و شکار آن ممنوع است. زیستگاه این پرنده، دشت‌های باز و وسیع منطقه است و توسط شکارچیان غیرقانونی شکار می‌شوند. هوبره مشتری‌هایی در کشورهای عربی حوزه خلیج فارس دارد. شکارچیان این پرندگان را شکار می‌کنند و به کشورهای عربی می‌فروشند. به دلیل در خطر انقراض بودن این پرنده، شکار غیرقانونی آن در ایران ۵۰۰ میلیون تومان جریمه نقدی دارد.